# Arciom Karalok
Arciom Michajławicz Karalok, biał. Арцём Міхайлавіч Каралёк (ur. 20 lutego 1996 w Grodnie) – białoruski piłkarz ręczny, obrotowy, od 2018 gracz Vive Kielce.

## Kariera klubowa
W latach 2014–2016 był zawodnikiem SKA Mińsk, z którym w sezonach 2014/2015 i 2015/2016 wywalczył wicemistrzostwo Białorusi. Ponadto w sezonie 2014/2015 wraz ze swoim zespołem wygrał rozgrywki Baltic Handball League (rozegrał dziewięć meczów i zdobył 32 gole). Będąc zawodnikiem stołecznej drużyny, grał także w Pucharze EHF, w którym rzucił łącznie 65 bramek.
W listopadzie 2016 przeszedł do Saint-Raphaël Var. W sezonie 2016/2017 rozegrał we francuskiej ekstraklasie 13 meczów i zdobył 32 gole, zaś w Pucharze EHF wystąpił w 10 spotkaniach i rzucił 15 bramek, docierając ze swoją drużyną do Final Four (w rozegranym 21 maja 2017 meczu o 3. miejsce z SC Magdeburg zdobył trzy gole). W sezonie 2017/2018 rozegrał w lidze 24 mecze i zdobył 60 goli. Wystąpił  też w 12 spotkaniach Pucharu EHF, w których rzucił 41 bramek, ponownie docierając ze swoim zespołem do Final Four (w rozegranym 20 maja 2018 meczu finałowym z Füchse Berlin zdobył cztery gole).
W lipcu 2018 przeszedł do Vive Kielce, z którym podpisał czteroletni kontrakt (informację o transferze podano do publicznej wiadomości na początku października 2017). W Superlidze zadebiutował 31 sierpnia 2018 w wygranym meczu z Gwardią Opole (36:26), w którym zdobył cztery gole. Po raz pierwszy w Lidze Mistrzów wystąpił 15 września 2018 w przegranym spotkaniu z węgierskim Veszprém (27:29), w którym rzucił trzy bramki. W sezonie 2018/2019, w którym wywalczył z Vive mistrzostwo Polski, rozegrał 29 meczów i zdobył 103 gole, a ponadto został nominowany do nagrody dla najlepszego obrotowego ligi. W Lidze Mistrzów wystąpił w sezonie 2018/2019 w 20 spotkaniach, w których rzucił 65 bramek, w tym sześć w przegranym meczu o 3. miejsce z FC Barceloną (35:40).

## Kariera reprezentacyjna
W 2013 uczestniczył w mistrzostwach świata U-19 na Węgrzech, podczas których zdobył pięć bramek w dziewięciu spotkaniach. W 2014 wystąpił w mistrzostwach Europy U-18 w Polsce, w których rozegrał siedem meczów i rzucił 31 goli. W 2015 wziął udział w mistrzostwach świata U-21 w Brazylii, podczas których zagrał w dziewięciu spotkaniach, w których rzucił 51 goli (skuteczność: 67%), zajmując 4. miejsce w klasyfikacji najlepszych strzelców turnieju.
W reprezentacji Białorusi zadebiutował w 2013. W 2016 uczestniczył w mistrzostwach Europy w Polsce, w których zdobył osiem goli w czterech spotkaniach. W 2017 wystąpił w mistrzostwach świata we Francji, podczas których rozegrał sześć meczów i rzucił 37 bramek, będąc najlepszym strzelcem reprezentacji. W 2018 wziął udział w mistrzostwach Europy w Chorwacji, w których rozegrał sześć spotkań i zdobył 17 goli.

## Osiągnięcia
SKA Mińsk
- Baltic Handball League: 2014/2015

Saint-Raphaël Var
- 2. miejsce w Pucharze EHF: 2017/2018

Vive Kielce
- Mistrzostwo Polski: 2018/2019, 2019/2020, 2020/2021, 2021/2022, 2022/2023
- Puchar Polski: 2018/2019, 2020/2021

Indywidualne
- 4. miejsce w klasyfikacji najlepszych strzelców mistrzostw świata U-21: 2015 (51 bramek)[10]

## Statystyki
| Klub                            | Sezon     | Liga      | Liga | Liga | Liga |     | Puchar kraju | Puchar kraju | Puchar kraju |   | Puchar ligi | Puchar ligi | Puchar ligi |     | Superpuchar kraju | Superpuchar kraju | Superpuchar kraju |    | EHF | EHF | EHF |  | Razem | Razem | Razem |
| Klub                            | Sezon     | Liga      | M    | B    | Śr.  | M   | B            | Śr.          | M            | B | Śr.         | M           | B           | Śr. | M                 | B                 | Śr.               | M  | B   | Śr. |     |  |       |       |       |
| ------------------------------- | --------- | --------- | ---- | ---- | ---- | --- | ------------ | ------------ | ------------ | - | ----------- | ----------- | ----------- | --- | ----------------- | ----------------- | ----------------- | -- | --- | --- | --- |  | ----- | ----- | ----- |
| Saint-Raphaël Var               | 2016/2017 | LNH       | 13   | 32   | 2,5  | bd. | bd.          | bd.          | 2            | 8 | 4           | –           | –           | –   | 10                | 15                | 1,5               | 25 | 55  | 2,2 |     |  |       |       |       |
| Saint-Raphaël Var               | 2017/2018 | LNH       | 24   | 60   | 2,5  | bd. | bd.          | bd.          | 1            | 1 | 1           | 2           | 2           | 1   | 12                | 41                | 3,4               | 39 | 104 | 2,7 |     |  |       |       |       |
| Razem                           | Razem     | Razem     | 37   | 92   | 2,5  | bd. | bd.          | bd.          | 3            | 9 | 3           | 2           | 2           | 1   | 22                | 56                | 2,5               | 64 | 159 | 2,5 |     |  |       |       |       |
| Vive Kielce                     | 2018/2019 | Superliga | 29   | 103  | 3,6  | 2   | 6            | 3            | –            | – | –           | –           | –           | –   | 20                | 65                | 3,3               | 51 | 174 | 3,4 |     |  |       |       |       |
| Stan na koniec sezonu 2018/2019 |           |           |      |      |      |     |              |              |              |   |             |             |             |     |                   |                   |                   |    |     |     |     |  |       |       |       |